# مانولو
مانولو (بالإسبانية: Manolo Sánchez Delgado)‏ (مواليد 17 يناير 1965) هو لاعب كرة قدم. يلعب مع منتخب إسبانيا لكرة القدم. سبق له أن لعب في كأس العالم لكرة القدم مع منتخب بلاده.

## روابط خارجية
- مانولو على موقع الاتحاد الدولي (مؤرشف)  (الإنجليزية)
- مانولو على موقع قاعدة بيانات كرة القدم.إي يو (الإنجليزية)
- مانولو على موقع ناشيونال فوتبول تيمز (الإنجليزية)
- مانولو على موقع Soccerway.com (الإنجليزية)